# Antonino Pierozzi
Antonino Pierozzi noto anche come Antonino da Firenze (Firenze, 1º marzo 1389 – Montughi, 2 maggio 1459) è stato un teologo, arcivescovo cattolico e letterato italiano; appartenne all'ordine dei frati predicatori, fu arcivescovo di Firenze e studioso nei ranghi della tarda scolastica. È stato proclamato santo da papa Adriano VI nel 1523.

## Biografia
Figlio del notaro ser Niccolò Pierozzi, fin dalla giovane età maturò un'indole avvezza alla meditazione, allo studio e alla preghiera, che in età adulta gli valsero l'appellativo di "campione della serietà". La sua esile figura, dalla corporatura minuta, gli diede qualche difficoltà a entrare tra i domenicani, ma le sue doti intellettuali convinsero i frati (si dice che sapesse a memoria tutto il Decreto di Graziano).
Ricevette il sacerdozio probabilmente a Cortona, nel 1414, dove si trovava per predicare. Si spostò anche a Fiesole e a Foligno.
Sin da giovane ricevette numerosi incarichi di responsabilità: vicario degli Osservanti in Italia e priore dei conventi domenicani a Fabriano, Napoli, Gaeta, a Roma (in Santa Maria sopra Minerva).
Tornò quindi a Firenze e divenne priore del convento di San Marco che, nello stesso periodo in cui Beato Angelico ne affrescava le celle con un famoso ciclo sulla vita di Gesù, raggiunse con Antonino vertici di spiritualità e vita cristiana.
Durante questa carica fu chiamato a ricoprire il seggio arcivescovile del capoluogo toscano nel 1446, dopo Bartolomeo Zabarella, su precisa richiesta della Signoria e del Capitolo di Santa Maria del Fiore. Accettò l'incarico, seppur con riluttanza (provò anche a fuggire, ma venne bloccato a Fiesole), e svolse il suo compito contraddistinguendosi per magnanimità, carità e profonda dottrina. Fu papa Eugenio IV stesso, esule a Firenze, che gli conferì la carica in persona.
Per un certo senso precursore della riforma tridentina, diede un nuovo volto alla arcidiocesi, con la riorganizzazione delle parrocchie, il ripristino degli ideali evangelici nel clero, l'istruzione dei fedeli, ecc. Figura instancabile, compiva regolarmente visite pastorali nelle varie chiese cittadine e del contado, radunava i sacerdoti, predicava al popolo dei fedeli e scriveva opere morali e teologiche in latino e in volgare. Non mancarono poi incarichi dati dal pontefice o dalla Repubblica fiorentina.

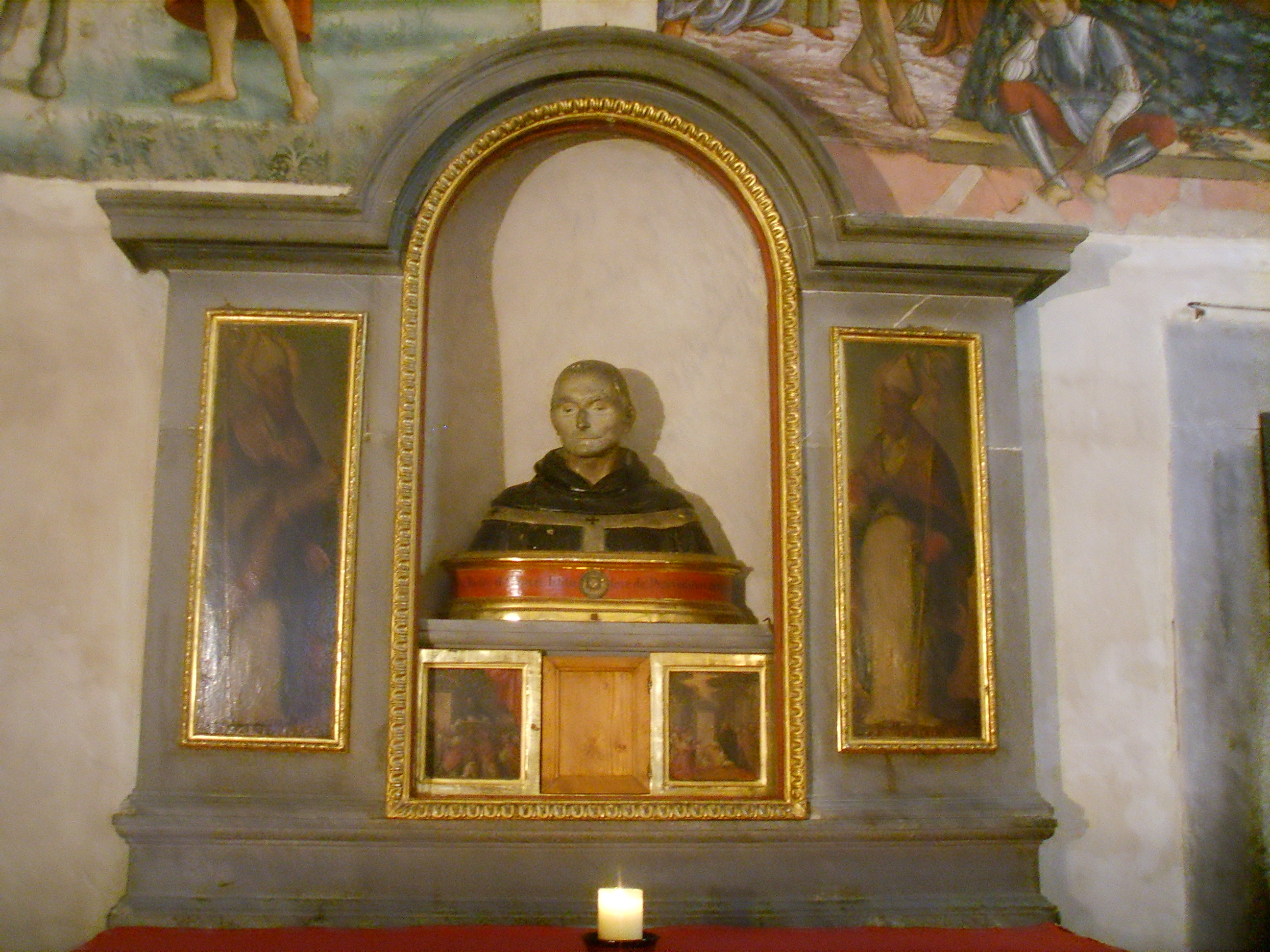
Busto sull'altare dell'Oratorio dei Buonomini di San Martino, Firenze

Alcune descrizioni dell'epoca lo ricordano come esile, sgraziato nella voce, ma austero nel portamento, con un'aura di santità fin da quando era in vita.
Fu protettore dell'opera artistica di Beato Angelico e numerosi scritti e un epistolario ricco di una cultura profonda, ma assai densa di umanità.
Morì il 2 maggio 1459 presso Montughi, un colle abitato appena a nord di Firenze, vicino Careggi, nel cosiddetto Palazzo dei Vescovi fiorentini, la cui torre mozzata era (alla fine del Quattrocento) nella zona dove si trova l'odierna via Luigi Lanzi e il muro merlato nell'area oggi occupata da vicolo dei Bigozzi.

### L'attività
Antonino, in temi di spiritualità, non sosteneva posizioni radicali o intransigenti come quelle sostenute in seguito dal suo confratello Savonarola, anzi fu un personaggio pienamente inserito nella cultura umanista fiorentina del tempo, in rapporti con i Medici, in particolare Cosimo, e con l'Accademia neoplatonica.
In alcuni casi tuttavia fu un acceso persecutore delle deviazioni dall'ortodossia cattolica, mandando a morire sul rogo, con l'accusa di eresia, lo stimato medico Giovanni Bartolomeo De Cani da Montecatini, nonostante questi fosse già malato e avanti negli anni.
Per il resto Antonino riorganizzò le istituzioni caritative, indirizzandole ciascuna verso un preciso compito, affinché potessero al meglio specializzarsi con risparmio di energie e di mezzi, con le cosiddette Compagnie di Dottrina: lo Spedale degli Innocenti per i fanciulli, gli orfani e i trovatelli, la Compagnia dei Buonomini di San Martino per i poveri "verghognosi", ovvero per i benestanti caduti in disgrazia, la compagnia per l'assistenza dei sacerdoti anziani (presso l'Oratorio di Gesù Pellegrino). Antonino s'inserirebbe quindi in quella tradizione assistenziale fiorentina, avviatasi attraverso l'operato dell'Ordine dei Servi di Maria e proseguita successivamente dalle confraternite del Bigallo e della Misericordia. Non è quindi un caso se Antonino si ritrova effigiato in una delle opere richiamanti la Misericordia divina più note del panorama quattrocentesco: la Madonna della Misericordia dipinta nel 1475 da Domenico Ghirlandaio (fonte: Diego Baratono, Claudio Piani, 2014).

## Culto

Opera di Santo Antonino, 1536, Fondazione Mansutti, Milano

Fu proclamato santo da papa Adriano VI il 31 maggio 1523; la bolla fu pubblicata dal successore, Clemente VII, il 23 novembre dello stesso anno.
La ricorrenza liturgica cade il 2 maggio:
(Martirologio Romano)
Nell'arcidiocesi di Firenze, di cui è compatrono assieme a san Zanobi, viene celebrato assieme a quest'ultimo il 10 maggio e così anche nella Messa Tridentina. Nella casa dove nacque, nei pressi di Piazza del Duomo a Firenze, oggi appartenente all'Opera di Santa Maria del Fiore, un busto e una targa in latino ricordano la sua figura. Giovanni XXIII, nel quinto centenario della sua morte, lo dichiarò patrono della città di Firenze e dell'arcidiocesi, accanto a San Zanobi. Una sua statua si trova nel cortile degli Uffizi. Esiste anche una via Sant'Antonino nei pressi di piazza dell'Unità italiana (zona Stazione di Santa Maria Novella) a Firenze. Esiste un busto in via Vittorio Emanuele, nei pressi di Montughi, vicino al civico 100.

## Genealogia episcopale e successione apostolica
La genealogia episcopale è:
- Vescovo Lorenzo Giacomini, O.P.
- Arcivescovo Antonino Pierozzi, O.P.

La successione apostolica è:
- Vescovo Giovanni del Poggio (1447)
- Vescovo Mariano Salvini, O.S.M. (1455)

## Opere

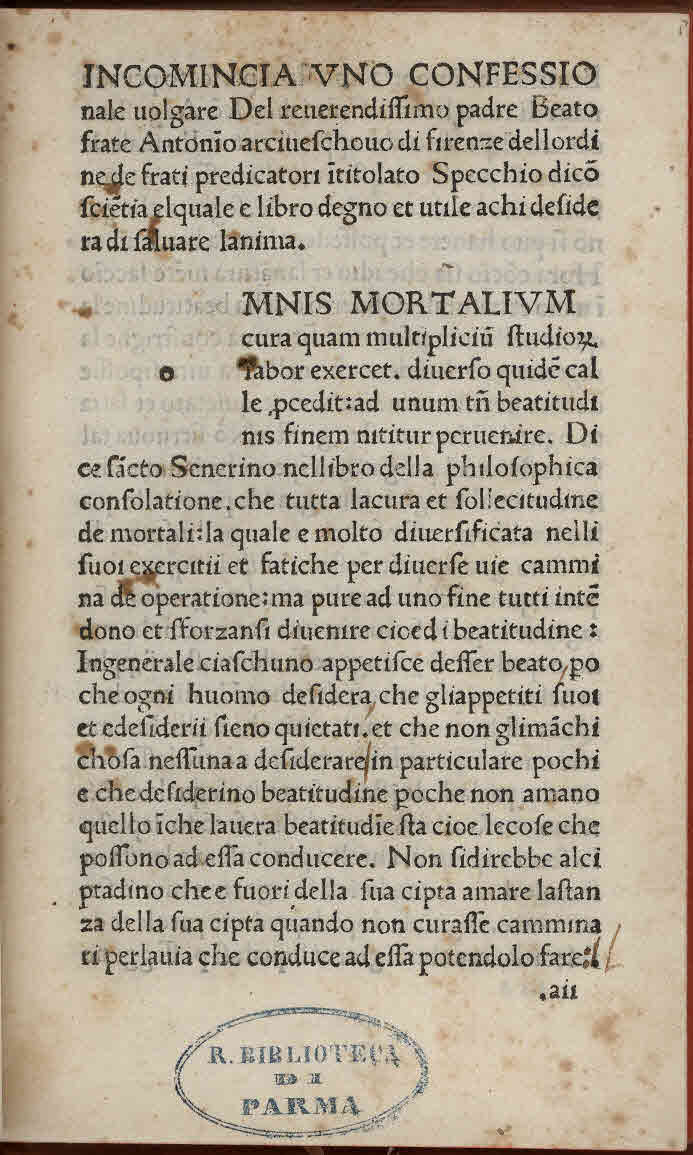
Confessionale, circa 1488-1490

- (LA) Confessionale, [Firenze], [Tipografo del Vergilius], [circa 1488-1490].
- (LA) Confessionale, Venezia, Pietro Quarengi, 1514.
- (LA) Confessionale, Venezia, [Francesco Bindoni e Maffeo Pasini], 1538.
- (LA) Confessione generale, [Roma], [Johann Besicken e Sigmund Mayr], [circa 1494].
- (LA) De excommunicationibus et censuris, Roma, Tipografo del De censuris di Antonino, 1476.
- (LA) De excommunicationibus et censuris, Lyon, Jean Clein, 1511.

## Altre immagini

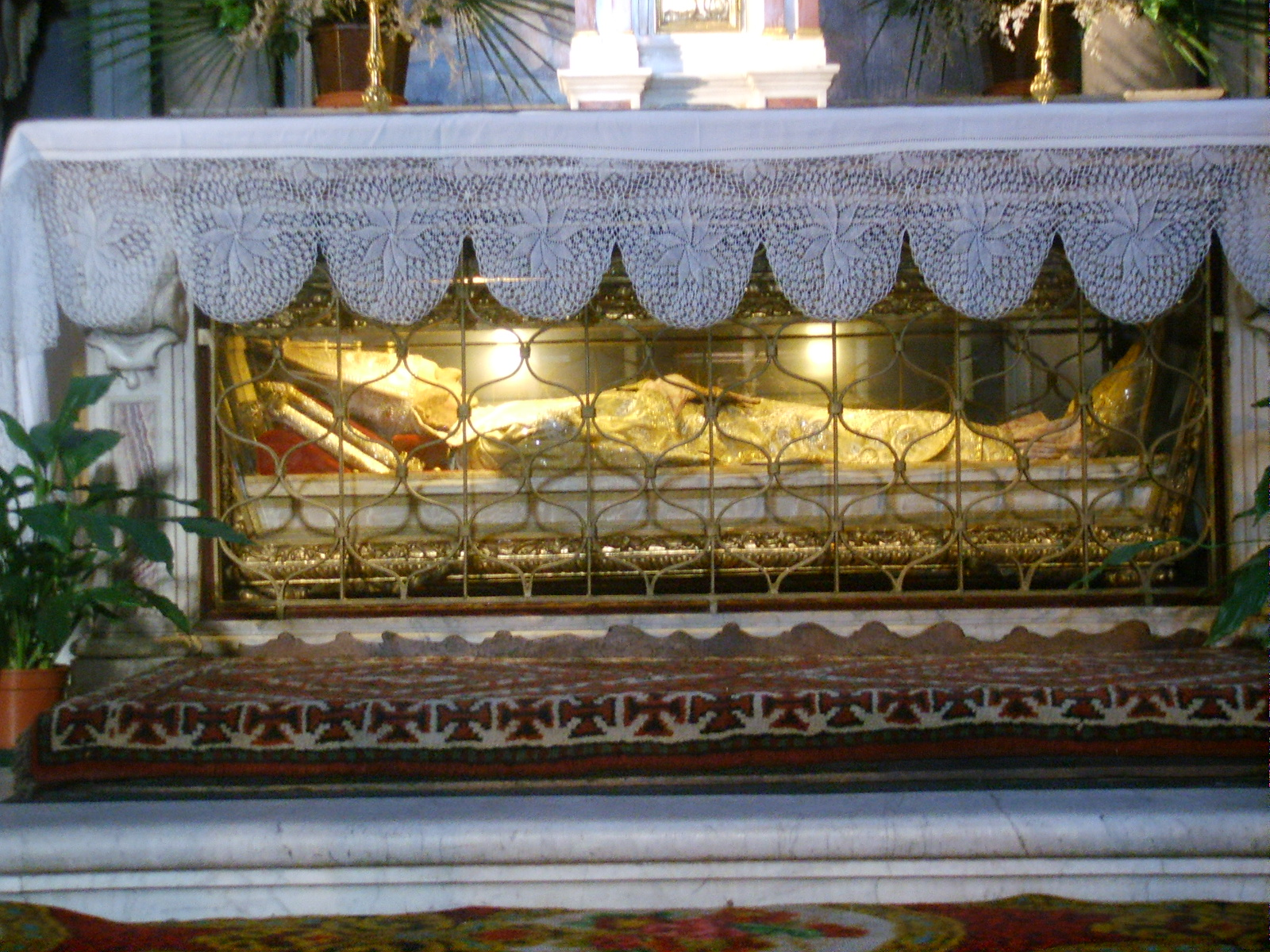
Le reliquie nella Cappella Salviati della chiesa di San Marco
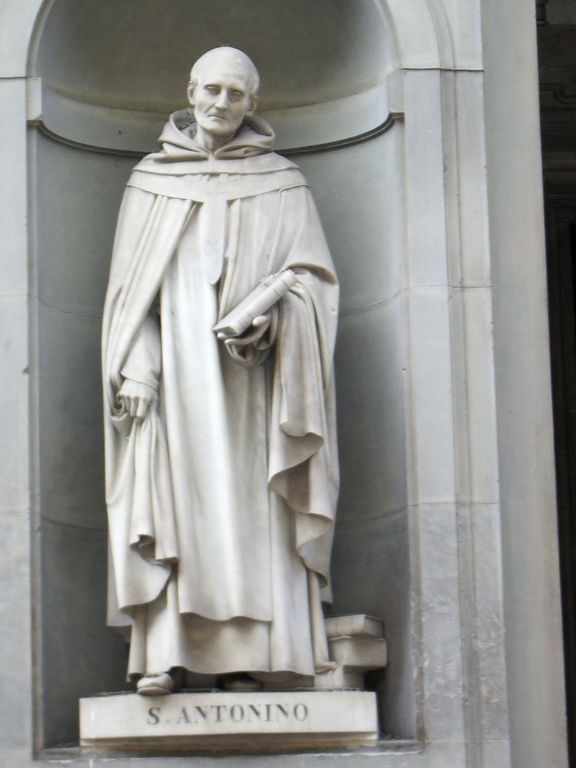
La statua di Sant'Antonino nella serie dei fiorentini illustri nel piazzale degli Uffizi